# Evapotranspirație
Evapotranspirația este suma dintre evaporație și transpirația plantelor. Evaporația reprezintă cantitatea de apă care intră în atmosferă de pe suprafața corpurilor de apă, de pe suprafața solului sau din apa interceptată de frunziș. Transpirația este cantitatea de apă care intră în atmosferă prin stomatele din frunzele plantelor. Evapotranspirația este un element principal al circuitului apei în natură.